# Труд (Красноярский край)
Труд — деревня в Шушенском районе Красноярского края в составе  Иджинского сельсовета.

## География
Находится на левом берегу реки Шушь примерно в 16 километрах по прямой на юг от районного центра поселка Шушенское.

## Климат
Климат резко континентальный с холодной продолжительной зимой и коротким жарким летом. Самый теплый месяц - июль со средней температурой +20°С, абсолютный максимум до +39°С. Продолжительность безморозного периода 115 дней, вегетационного- 150 дней. Зимой самый холодный месяц - январь со средней температурой до -20°С. Среднегодовое количество осадков 500 мм. Снежный покров устанавливается в конце первой - начале второй декады ноября, держится около 5 месяцев. Высота снежного покрова до 150 см. Относительная влажность воздуха колеблется от 42 до 57%. 

## Население
| 2010 |
| ---- |
| 73   |

Постоянное население составляло 73 человек в 2010 году.